# Gabryelin
Gabryelin (prononciation : [ɡaˈbrʲjɛlʲĩn]) est un village polonais de la gmina de Prażmów dans le powiat de Piaseczno de la voïvodie de Mazovie dans le centre-est de la Pologne.
Il se situe à environ 9 kilomètres à l'est de Prażmów (siège de la gmina), 12 kilomètres au sud de Piaseczno (siège du powiat) et à 29 kilomètres au sud de Varsovie (capitale de la Pologne).
Le village compte approximativement une population de 820 habitants en 2008.

## Histoire
De 1975 à 1998, le village appartenait administrativement à la voïvodie de Varsovie.